# Liutprando di Benevento
Liutprando (... – dopo il 759) è stato un duca longobardo, duca di Benevento dalla morte del padre Gisulfo II nel 751 fino alla sua deposizione (758).

## Biografia
Apparteneva alla stirpe dei Gausi, essendo un discendente diretto di Audoino. Fu duca sotto la reggenza della madre, Scauniperga, che sosteneva re Astolfo, fino al 756. 
Raggiunta la maggiore età, mise il suo ducato sotto la protezione di Pipino il Breve, re dei Franchi, probabilmente persuaso da papa Stefano II, e si ribellò contro il re Desiderio, venendo quindi deposto nel 758 per essere sostituito da Arechi II. 
L'imperatore bizantino Costantino V si offrì di catturare Liutprando in fuga se Desiderio avesse attaccato il papato, in attesa dell'arrivo di un esercito bizantino dalla Sicilia. Il re longobardo tuttavia rifiutò e così si persero le tracce di Liutprando.

## Discendenza
Liutprando fu il capostipite della famiglia Braschi dei Serri, il cui personaggio più rappresentativo fu papa Pio VI.